# بنیادگرایی یهودی
بنیادگرایی یهودی (عبری: פונדמנטליזם יהודי) به بنیادگرایی در زمینه یهودیت اشاره دارد. اصطلاح بنیادگرایی در اصل در اشاره به بنیادگرایی مسیحی، جنبشی پروتستان که بر تحت‌اللفظی بودن کتاب مقدس تأکید داشت، استفاده شد. امروزه، معمولاً در اشاره به جنبش‌هایی که با گرایش‌های نوگرایانه، لیبرال و جهان‌گرا در جامعه و مذهب خود مخالف هستند، استفاده می‌شود، که اغلب با ایدئولوژی‌های افراطی و/یا جنبش‌های سیاسی همراه است. این موضوع در زمینه یهودیت مهم است زیرا دو جنبش که بیشتر با بنیادگرایی یهودی، صهیونیسم مذهبی و حریدی، مرتبط هستند، به دلیل اهمیت قانون شفاهی درون یهودیت از تحت‌اللفظی بودن کتاب مقدس دور شدند. در واقع، قرائیم، جنبش یهودی که بیشتر به تحت‌اللفظی بودن کتاب مقدس شناخته می‌شود، به ندرت بنیادگرا محسوب می‌شود.